# فوضى سامراء
اَلفَوْضَى في سامَرَّاء أو الفَوضى اَلسَّامرَّائيَّة كانت فترة عصيبة سببت عدم الاستقرار الداخلي والاضّطرابات لتسع سنوات من 861 إلى 870 داخل دولة الخلافة العباسية، تميزت بالخلافة وتعاقُب الحُكُم لأربعة خُلفاء بشكل دمويّ، والذين أصبحوا فيما بَعد حُكام شكليين بسبب الجماعات العسكرية المتنافسة القوية ومنهُم الجُند الأتراك.
المصطلح مشتق من سامراء عاصمة ومقر محكمة الخلافة آنذاك، حيث بدأت "الفوضى" عام 861 على إثر مقتل الخليفة المتوكل على الله على يد حرسه الأتراك وقد عُيّن ابنه المنتصر بالله والذي حكم لمدة ستة أشهر قبل وفاته مسموماً أيضاً من قبل الجنرالات الأتراك، فخلفه المستعين بالله. وبسبب الانقسامات داخل القيادة العسكرية التركية آنذاك مكنت الخليفة المستعين من الفرار إلى بغداد عام 865 بدعم من بعض القادة الأتراك (بغا الشرابي ووصيف) وقائد الشرطة ومحافظ بغداد محمد بن عبد الله الطاهري لكن باقي الجيش التركي اختار قيادة جديدة على إثر خروجِه وهو المعتز بالله بعد محاصرة بغداد، مما اضطر المدينة للاستسلام عام 866 حيث تم نفي المُستعين بالله وإعدامه.
كان المعتز قادراً وحيوياً ولم يرِد نفوذ الجنرالات الأتراك التي سببت الاضطرابات في دولة الخِلافة، فحاول السيطرة على قادة الجيش واستبعاد الجيش من التدخل في السياسة المحليَّة إلا أنه تمت مقاومة سياساته، وفي يوليو 869 تم خلعُه من قبل الجنرالات التُرك وقتل.
حاول سلفِه الخليفة المهتدي بالله أيضاً إعادة تأكيد سلطة الخليفة وإيقاف تمرُّد الجنرالات لكنه قُتل أيضاً في يونيو 870. ومع وفاة المهتدي ومُبايعة المعتمد على الله أصبح الفصيل التركي حول موسى بن بغا الكبيرالمرتبط بشكل وثيق مع شقيق المعتمد حيث كان الوصي عليه هو الأمير العبَّاسي الموفق بالله مهيمناً في بلاط الخلافة منهياً حالة الفوضى التي سببها الأتراك.
على الرغم من أن الخلافة العباسية تمكنت من تحقيق انتعاش متواضع في العقود التالية، إلا أن الفوضى السامرائيَّة ألحقت أضرارًا كبيرة ودائمة بهياكل وهيبة الحكومة المركزية العباسية مما شجع وسهل النزعات الانفصالية والمتمردة على امتِداد رُقعة مساحة البلاد بين ولايات الخلافة.

## المنتصر بالله (861–862)

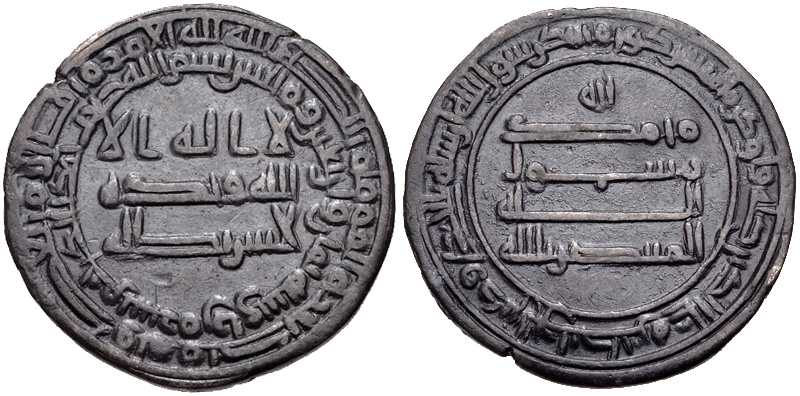
الدرهم الفضي للمنتصر

أصبح المنتصر بالله خليفة في 11 ديسمبر 861، بعد اغتيال والده المتوكل على الله على يد أفراد من حرسه التركي. وعلى الرغم من الاشتباه في تورطه في مؤامرة قتل والِدهُ المُتَوكِّل، فقد تمكن بسرعة من السيطرة على الشؤون في العاصمة سامراء وتلقى البيعة من قادة الدولة. صعود المنتصر المفاجئ إلى الخلافة أفاد العديد من رفاقه المقربين ، الذين حصلوا على مناصب عليا في الحكومة بعد صعوده. وكان من بين هؤلاء مُساعِدُه أحمد بن الخصيب الجرجراني الذي أصبح وزيراً كما عيَّن وصيف وهو جنرال تركي كبير من المحتمل أن يكون متورطاً بشدة في مقتل المتوكل. استمر حكم المنتصر أقل من 6 أشهر.
وانتهت بوفاته مسموماً -على أغلب الأقوال- وذلك يوم الأحد الموافق 7 يونيو 862 م، عن عمر يناهز 24 عاماً. هنالك روايات مختلفة عن الذي أدى إلى وفاته، بما في ذلك أنه نزف بمبرط مسموم.

## المستعين بالله (862-866)
بعد وفاة الخليفة المُنتَصِر بالله (والذي لم يعين أي خلفاء) عقد القادة العسكريون الأتراك مجلساً لاختيار خليفته، حيث لم يرِدوا وجود إخوته أو أشخاص مُقرَّبين مِنه بشكل زائد، فبايعوا أحمد بن المعتصم بالله، الذي تلقب بالمستعين بالله، وقد كان رجلاً فاضلاً وأديباً فحكم لمدة أربع سنوات ونصف ثم تنازل عن العرش للمعتز بالله بسبب الحرب الأهلية العباسية. وكجزء من شروط تنازل المستعين عن الخِلافة كان من المقرر أن يُمنح عقاراً في الحجاز، ويُسمح له بالسفر بين مدينتي مكة والمدينة.
وفي 12 يناير، أحضر محمد المعتز بالله مجموعة من القضاة والفقهاء ليشهدوا أن المستعين قد أوكل إليه شؤونه. تم إرسال المندوبين الذين يحملون شروط التنازل إلى سامراء، حيث وقَّع المعتز بنفسه الوثيقة ووافق على الشروط، وعاد المندوبون الى بغداد بالوثيقة الموقعة في 24 يناير برفقة مجموعة من المبعوثين ارسلوا لتأمين ولاء المستعين للمعتز.
وفي يوم الجمعة 25 يناير، تم الاعتراف بالمعتز كخليفة في المساجد في جميع أنحاء بغداد.
وبدلاً من أن يجد المُستَعين بالله عقاراً في المدينة المنورة وجد نفسه مُحتجزاً في بغداد وأن شروط تنازلهُ قد أُبطِلت، فتم إعدامه في 17 أكتوبر 866 بأمر من المُعتَز. ويُروى في بعض الروايات، أن الجلَّاد حمل رأس المستعين إلى الخليفة، فصرخ الجلاد قائلاً: ها هو رأس ابن عمك! أجاب المعتز الذي كان يلعب الشطرنج: "ضعه جانباً حتى أنتهي من المباراة". وبعد ذلك وبعد أن "استشفّ واستأنس" أنه كان رأس المستعين، أمر بتسليم 500 قطعة نقديَّة إلى الجَلَّاد كمكافأة.[بحاجة لمصدر]

## المعتز بالله (866–869)
سُمي في الأصل على أنه الشخص الثاني في الصف الثاني من ورثة والده المتوكل على الله، وقد أُجبِر المُعتز على التنازل عن حقوقه بعد تولي شقيقه المُنتصر وسُجن كمنافس خطير في عهد ابن عمه المستعين بالله. وبعدما أطلق سراحه ورفعه إلى الخلافة في يناير 866 ، خلال الحرب الأهلية بين المستعين والجيش التركي في سامراء. كان المعتز قادراً ومصمماً على إعادة تأكيد سلطة الخليفة من خلال الإتِّكاء على الجيش التركي والذين قتلوا أباه وأخاه من قبل وغدروا بهم فسببوا الاضطرابات والفوضى بذلك في الأمة الإسلامية، ومع ذلك فقد حقق نجاحاً محدوداً فقط.
وعلى الرغم من هذه النجاحات لم يستطع الخليفة التغلب على المشكلة الرئيسية في تلك الفترة: نقص الأموال التي يطالب بها الجيش.لقد أصبحت الضائقة المالية للخلافة واضحة بالفعل عند توليه منصبه - حيث كان لابد من تقليص تبرع الانضمام المعتاد وهو أجر عشرة أشهر للقوات إلى اثنين بسبب نقص الأموال - وساعد في إسقاط نظام المستعين في بغداد. 
أدت الحرب الأهلية بين 865 و866 والفوضى العامة التي تلت ذلك إلى تفاقم الوضع حيث توقفت العائدات عن الدخول حتى من ضواحي بغداد، ناهيك عن الوِلايات النائية. نتيجة لذلك رفض المعتز احترام اتفاقه مع ابن طاهر في بغداد، تاركاً إياه لدعم أنصاره. أدى هذا الإجراء إلى اضطرابات في بغداد والانحدار السريع لسلطة المحافظ.
تفاقمت الاضطرابات في بغداد بسبب قيام المُعتَز بطرد عبيد الله بن عبد الله الطاهري الخُزاعيّ عام 869 واستبدله بشقيقه الأقل قدرة بكثير سليمان الطاهري.  في هذه الحالة لم يؤد هذا إلا إلى حرمان الخليفة من ثقل موازن مفيد ضد الجنرالات الأتراك والذي مكَّنهم من استعادة قوتهم السابقة.
كنتيجة لذلك بحلول عام 869، كان القادة الأتراك مثل صالح بن وصيف التركي وبعيكبك مرة أخرى في صعود نحو النفوذ وأمنوا عزل أحمد بن إسرائيل.  أخيراً ، ولأنه كان غير قادر على تلبية المطالب المالية للقوات التركية قرر الضباط في منتصف يوليوالإطاحة بالمعتز. حيث سُجن وتعرض لسوء المعاملة لدرجة أنه توفي بعد ثلاثة أيام، في 16 يوليو 869. وخلفه ابن عمه المهتدي بالله.

## المهتدي بالله (869-870)
بعد رؤيته ومعاصرته للأحداث الأخيرة ومقتل ابن عمه المعتز في 15 يوليو 869، اختار قادة الحرس التركي المهتدي خليفةً جديدًا في 21/22 يوليو.  وقد كان الخليفة المهتدي قريباً لصفات الخليفة الأمويّ عمر بن عبد العزيز الذي يعتبر على نطاق واسع حاكماً إسلامياً صالحاً  فقد عاش المُهتَدي بالله حياة التقشف والتقوى - لا سيما أنه أزال جميع الآلاف الموسيقية والمعارف من المجلس - وعمل على رئاسة محاكم المظالم شخصيّاً (المظالم)، وبالتالي حصل على دعم عامة الناس واستبشروا بحُكمِه.
وقد كان مصمماً على استعادة سلطة الخليفة وهيبته التي تآكلت وضعُفت بسبب مشاجرات الجنرالات الأتراك بين بعضهم وضد الخُلُفاء السَّابقين وقد واجه الخليفة الجديد ثورات للعلويين، لكن التهديد الرئيسي لسلطته كان القادة الأتراك.
عندما غادر موسى بن بغا لشن حملة على الخوارج، انتهز المهتدي الفرصة لتحريض الناس عليه وعلى أخيه محمد بن بغا. فتم تقديم محمد التركي للمحاكمة بتهمة الاختلاس وأدين. على الرغم من أن المهتدي وعد بالعفو أو رُبما أوهم بذلك، تم إعدام محمد.
عزز هذا الشقاق مع موسى التُّركي، فقد سار الأخير إلى العاصمة بجيشه، وهزم القوات الموالية للخليفة المُهتَديّ وتم أسرُه فرفض التنازل عن الخِلافة وحاول الحفاظ على حياته ومنصبه باللجوء إلى المكانة الدينية للخليفة ومحبة الناس له وتأييدهم لما قام به للحفاظ على البِلاد ووحدتها، ومع ذلك فقد قُتِل في 21 يونيو 870، وحل محله ابن عمِّه المعتمد على الله (870-892).

## نهاية الفوضى
أدى وجود المُعتَمِد على الله كخليفةً جديد إلى وضع حد لاضطرابات الفوضى في سامراء التي عصفت مع مقتل المتوكل عام 861، فقد انهارت سلطة الخلافة في الوِلايات على امتِداد البِلاد حينها خلال تلك الفترة، مما أدى إلى فقدان الحكومة المركزية السيطرة الفعلية على معظم الخلافة خارج منطقة العاصمة العَبَّاسيَّة، ففي الغرب وقعت مصر تحت سيطرة الجندي التركي الطموح أحمد بن طولون، الذي كان له أيضاً مخططات بضمّ الشام لنفوذه وحُكمِه بينما استولى الصفاريون الفُرُس على خراسان ومعظم الولايات الشرقيَّة الإسلاميَّة تحت قيادة يعقوب بن الليث الذي حل محل الوزير العباسي المُخلِص محمد بن طاهر.
كما خرجت معظم شبه الجزيرة العربية عن سيطرة الخِلافة وأصبحت مابين حُكام محليّين إلى نفوذ قبائلي، بينما في طبرستان استولت سلالة شيعية زيدية على السلطة. وحتى على مَقرَبة من العاصِمة العبَّاسيَّة بدأت ثورة الزنج وسرعان ما هدد بغداد نفسها بينما كان القرامطة في الإحساء جنوباً يشكل تهديدًا ناشئًا. بالإضافة إلى ذلك تم تقويض موقف المعتمد من الداخل حيث أنه خلال الانقلابات في السنوات السابقة أصبحت القوة الحقيقية في أيدي القوات التركية النخبوية، وقد قام أخيه الموفق بالله، بصفته قائد الجيش العباسي، عمل كوسيط رئيسي بين الخليفة والضباط الأتراك، حتى عندما توفي الخليفة المعتز عام 869، كان هناك حتى هياج شعبي في بغداد لصالح ترقيته إلى الخليفة. 
وعلى عكس شقيقه المُوَفَّق بالله، يبدو أن المُعتَمِد يفتقر إلى أي خبرة وانخراط في السياسة، فضلاً عن وجود قوة يمكنه الاعتماد عليها. ففي الوقت الذي قتل فيه المُهتَدي على يد الأتراك كان المُعتَمِد في مكة. سارع على الفور شمالًا إلى سامراء، حيث قام المُوَفَّق بالله وموسى بن بغا بتهميش المعتمد، وتولى السيطرة على الحكومة والخِلافة بشكلٍ فعليّ.   وسرعان ما تحول المعتمد إلى حاكم صوري، وظل هذا هو الحال حتى نهاية فترة حكمه. ففي غضون فترة قصيرة، مُنح المُوَفَّق بالله صلاحيات واسعة تغطي معظم الأراضي التي لا تزال تحت سلطة الخلافة: وهي الحجاز والبصرة وبغداد وفارس وللدلالة على سلطته وقوِّته، اتخذ لقباً على غِرار الخلفاء وهوالمُوَفَّق بالله.   وقد احتفظ المعتمد بالحق في تعيين وزراءه، واختار وزيرُهُ عبيد الله بن يحيى بن خاقان، الذي كان قد خدم المتوكل بالفعل خلال خلافته وكان حازماً وفطِناً، كما احتفظ الخليفة ببعض حرية التصرف، ولكن بعد وفاة عبيد الله عام 877، تم استبداله بمُساعِد الموفق، سليمان بن وهب وسرعان ما نقِم عليه المُوَفَّق فأوعز للخليفة أن يسجنه فحبسُه حتى مات وحل محله إسماعيل بن بلبل كوزير، لكن القوة الحقيقية تكمن مرة أخرى في مساعد الموفق الجديد، سعيد بن مخلد حتى نقَم عليه من جديد وسجنُه عام 885، وبعد ذلك أصبح ابن بلبل الوزير الوحيد لكل من المعتمد والموفق واستطاعوا تحقيق الاستقرار في البِلاد وانتهت فوضى سامراء تماماً.

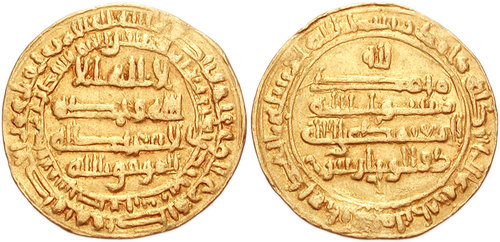
دينار من الذهب للخليفة المعتمد (حكم بين 870 و 892) ضُرب في حوالي 884/5 بأسماء القائد العام الموفق بالله والوزير سعيد بن مخلد (ذو الوزاراتين)، حيث كان تمرد الزنج نشطًا في عهد المعتمد من 870 حتى 883